# Interruptor crepuscular

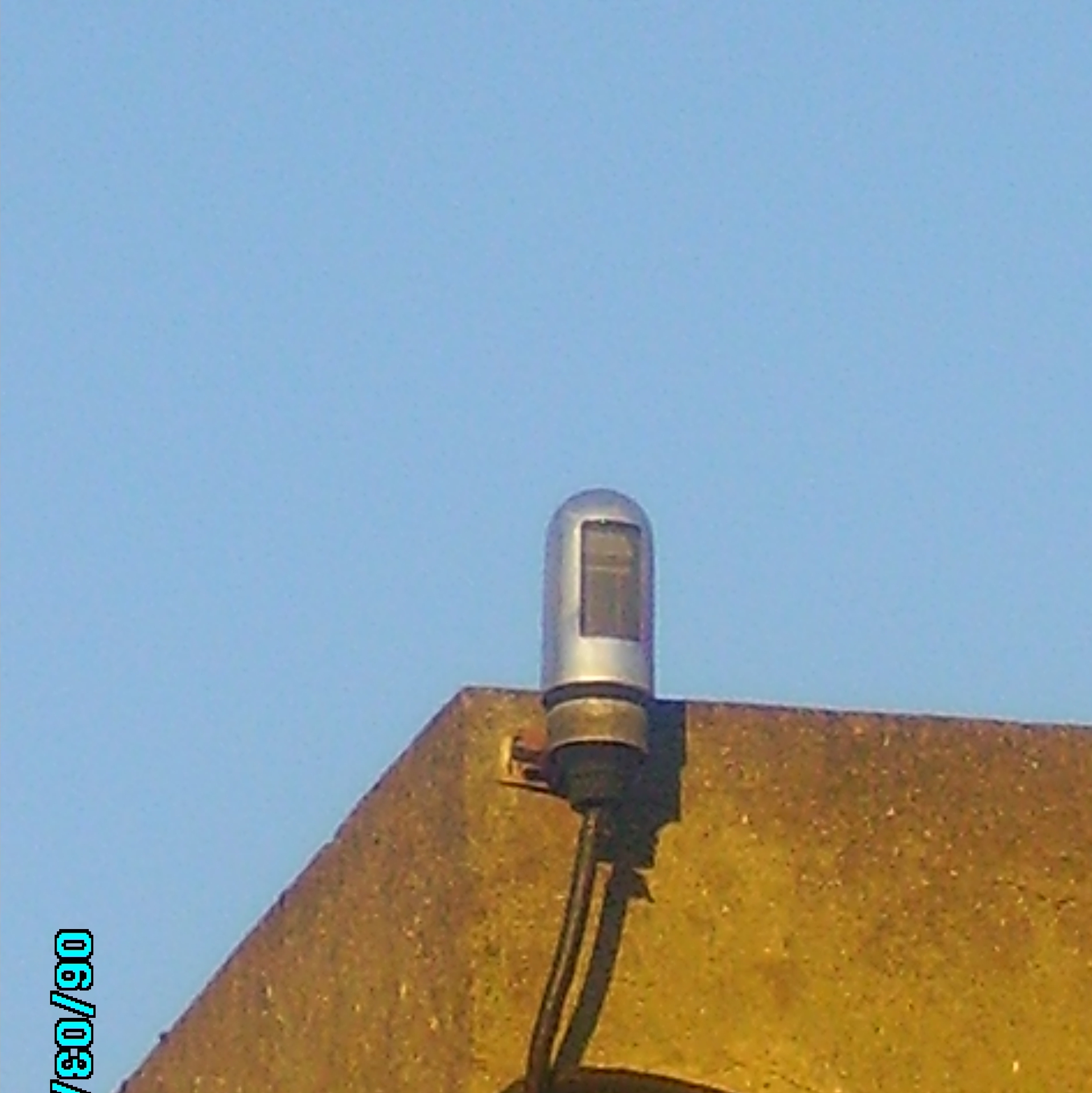
Sonda colocada en la parte superior de una pared

Un interruptor crepuscular es un componente electrónico que permite la activación y desactivación automática de un circuito de iluminación cuando la luz natural disminuye o aumenta en un entorno determinado. Entre sus numerosos usos, el más común es habilitar una iluminación automática de calles, caminos, autopistas, carreteras, jardines, patios y otros espacios, así, enciende la iluminación cuando la intensidad de la luz solar desciende por debajo de un nivel establecido, y la apaga cuando la misma luz del sol supera dicho nivel, como ocurre durante el crepúsculo, de ahí su nombre.
Un circuito construido con un interruptor crepuscular requiere, en algunos casos, de otros componentes, tales como relés o contactores, cuando se quiere controlar una mayor potencia eléctrica (luces, aparatos eléctricos, entre otros).

## Características técnicas
se requiere un sensor de intensidad lumínica (fotorresistor, fotodiodo, fototransistor, etc.) que detecta la cantidad de luz que ilumina un entorno, dispara un circuito eléctrico que abre o cierra los contactos de un relé mecánico o de estado sólido (transistor de potencia, tiristor, triac, etc), que activa el sistema de iluminación.  Generalmente, se utiliza la iluminación natural que incide directamente sobre un fotorresistor, obteniendo como efecto una lámpara que se enciende automáticamente al anochecer y se apaga, siempre automáticamente, a la primera luz del amanecer.  Gracias a este sistema, se crea un gran abanico de ejemplos de uso, desde iluminación de espacios tanto públicos como privados hasta la simulación de presencia, donde el interruptor crepuscular proporciona el funcionamiento intermitente de un circuito de iluminación para poder simular la presencia de personas que no están físicamente presentes.
Hay modelos cada vez más innovadores que permiten una mayor sensibilidad a la luz solar en los que se puede ajustar el umbral para que el interruptor se dispare en un nivel determinado de oscuridad, estableciendo así un retraso para el encendido y apagado respecto el nivel de luz ambiente.  Incluso hay modelos que no se activan con una luz artificial y la distinguen de la luz natural, aunque en algunos casos puede ser conveniente combinarlo con sistemas de programación horaria.

## Sensor electromecánico

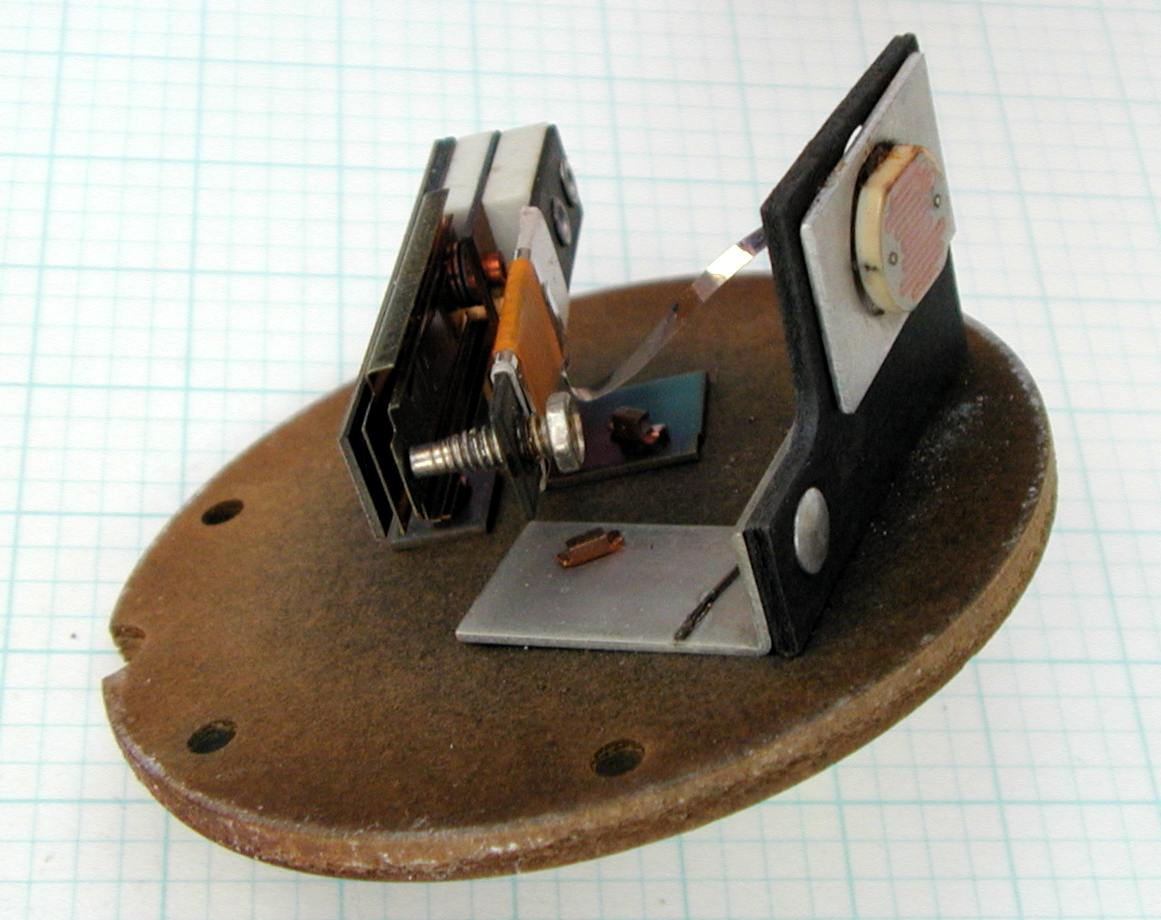
Interruptor crepuscular electromecánico

Los interruptores crepusculares más utilizados son del tipo electromecánico que se diferencian de los electrónicos para el uso de relés pilotados ya integrados en el propio circuito, y que permiten conectar directamente pequeñas cargas (por ejemplo, una sola lámpara).  Los interruptores crepusculares se venden con diferentes formas para adaptarse a todas las necesidades.  De hecho, pueden variar desde la forma de un portalámparas hasta la de una caja separada (cilíndrica, cuadrada, etc ..).
Se debe prestar atención al número de lámparas que alimenta el dispositivo y su potencia en vatios, siguiendo las instrucciones indicadas en el manual del usuario, para evitar una sobrecarga de corriente peligrosa sobre los contactos del relé de accionamiento , de hecho en el caso de que si se requieran cargas más elevadas, será necesario intercalar un contactor.  Para el alumbrado de la calle, por ejemplo, se puede utilizar interruptor crepuscular individuales o bien un interruptor centralizado que activa los otros relés alejados para encender muchas lámparas, ya que así la carga que debe soportar el interruptor crepuscular central es solo la de las bobinas individuales de los relés en paralelo.

## Ventajas
La principal ventaja que se deriva del uso de un interruptor crepuscular es el ahorro considerable de energía que ello comporta, combinado con la comodidad de una programación diaria innecesaria, regulando eficazmente con la luz solar.

## Inconvenientes
La principal desventaja a la hora de hacer la instalación, es que si se pone una luz artificial cerca de un fotodetector sensible a esta, es posible que el interruptor no se active.  Por este caso hay que tener cuidado donde se sitúan las bombillas respecto los fotodetectores.  Además, hay que tener en cuenta que el encendido se basa exclusivamente en la cantidad de luz natural presente y no en la altura del sol, por lo tanto, es posible que se produzcan «luces encendidas no deseadas», por ejemplo en presencia de nubosidad compacta asociada a una caída notable de la luz ambiente que incide sobre el sensor (Pe: cuando hay una tormenta) para evitarlo se puede combinar con sistemas de programación horaria.